# Homoeopteryx
Homoeopteryx este un gen de molii din familia Saturniidae. 

## Specii
- Homoeopteryx divisa Jordan, 1924
- Homoeopteryx elegans Jordan, 1924
- Homoeopteryx major Jordan, 1924
- Homoeopteryx malecena (Druce, 1886)
- Homoeopteryx syssauroides Felder, 1874